# Тржинець
Тржи́нець (чеськ. Třinec [ˈtr̝̊ɪnɛts], пол.  Trzyniec, нім. Trzynietz) — місто в округу Фридек-Містек, Мораво-Сілезький край, Чехія, розташоване за 32 км на південний схід від Острави на річці Олше в Тешинській Сілезії. У 2011 році тут проживало майже 37 тисяч осіб, місто має площу 8541 га, його центр знаходиться на висоті 306 м над рівнем моря, а найвища точка сягає майже 1000 м над рівнем моря. В 2001 році 17,7 % жителів міста становили поляки. Перша письмова згадка про місто датується 1444 роком. Тршінец є одним з центрів чорної металургії Чехії, тут знаходиться потужний осередок виробництва металопрокату — Тржинецький металургійний завод.

## Історія
- Залізнична станція була побудована в 1869—1871 роках, а її реконструкція розпочалася в 1952 році і була завершена 3.3.1958 року.
- Католицька церква св. Альбрехта, 1885 рік.
- Євангельська церква була освячена 9.7.1899.
- Приміщення школи було побудоване в 1924 році.
- В 1957 році була введена в дію канатна дорога на Яворовий верх (чеськ. Javorový vrch).
- 1.8.1960 був введений в експлуатацію літній басейн на вулиці Лісовій.
- 1964 рік — початок будівництва зимового стадіону, який був введений в експлуатацію 17.2.1967 року (як некритий).
  - 1974 рік — початок встановлення покрівлі, закінчено 31.12.1976.
- 25.2.1968 рік — показ першого фільму в кінотеатрі Космос.
- Будівництво Будинку культури розпочалося в 1966 році, а відкритто — 1970 року.
- У 1985 році відкрита нова поліклініка.

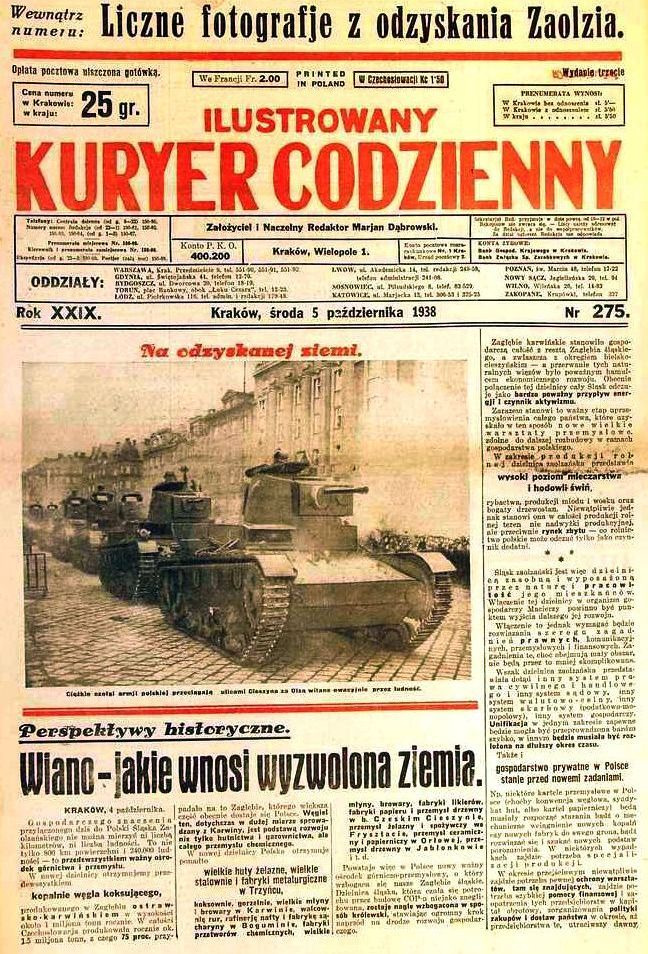
Краківська щоденна газета Ilustrowany Kuryer Codzienny у час окупації Тржінця поляками в 1938 році

Тржинець (разом з усією Тешинською Сілезією) в першій половині ХХ століття був предметом суперечки між Чехословаччиною та Польщею.

## Релігія
Тржинець належить до найбільш релігійних міст Чехії, так як під час перепису населення у 2001 році 60,5 % жителів назвали себе віруючими. Релігійний склад віруючих різноманітний — в місті крім римо-католицьких є й протестантські релігійні громади, наприклад Сілезька церква євангельська ауґсбурського віросповідання. Активні також Свідки Єгови, Церква адвентистів сьомого дня, Церква Братерська та Апостольська Церква і т. д.

## Уродженці
| Ім'я               | Діяльність             | Ім'я               | Діяльність         |
| ------------------ | ---------------------- | ------------------ | ------------------ |
| Яна Цісларова      | спортивне орієнтування | Міхаела Долінова   | телеведуча         |
| Ленка Ценкова      | колишня тенісистка     | Ева Фарна          | співачка           |
| Едвард Ласота      | футболіст              | Томаш Клус         | співак             |
| Роберт Шулґан      | боксер                 | Едуард Овчачек     | художник           |
| Вацлав Сверкош     | футболіст              | Роман Сікора       | журналіст          |
| Ростіслав Мартинек | хокеїст                | Рудольф Штафа      | митець             |
| Соня Пертлова      | шахістка               | Тадеаш Краус       | колишній футболіст |
| Мартін Стаско      | гравець в покер        | Маркета Конвічкова | співачка           |
| Charlie Straight   | музичний гурт          | Лукаш Раковскі     | фігурист           |
| Петр Шішка         | телеведучий            | Лешек Вронка       | музичний продюсер  |

## Частини міста
- Чеський Пунцов (Осувки)
- Койковіце
- Верхня Ліштна
- Нижня Ліштна
- Конська
- Старе Місто
- Лижбіце
- Небори
- Ґути
- Олдржіховіце
- Карпентна
- Тира
- Канада

## Околиці Тржинця
В околицях міста знаходяться Моравсько-Сілезькі Бескиди, а на сході — нижні Сілезькі Бескиди. Ці два карпатські гірські масиви відокремлені один від одного Яблунковською борозною, якою протікає річка Олше, що тече через Тржинець.
Тржинець також є відправною точкою туристичних сходжень на навколишні вершини Яворовий верх, Острий (Моравсько-Сілезькі Бескиди) і Велка Чанториє.

## Міста-побратими
- Жіліна, Словаччина
- Бельсько-Бяла, Польща

## Світлини

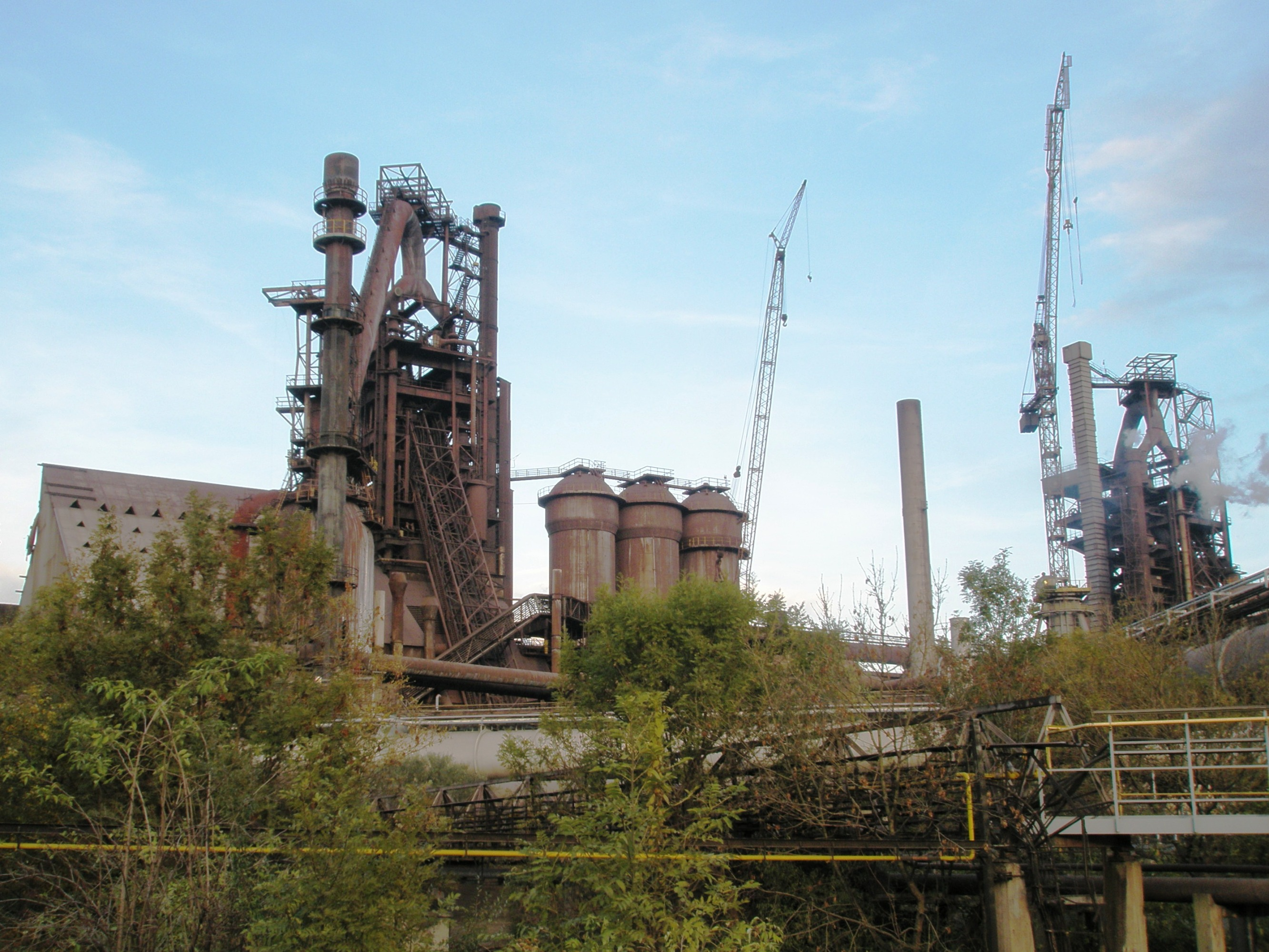
Тржинецький металургійний завод
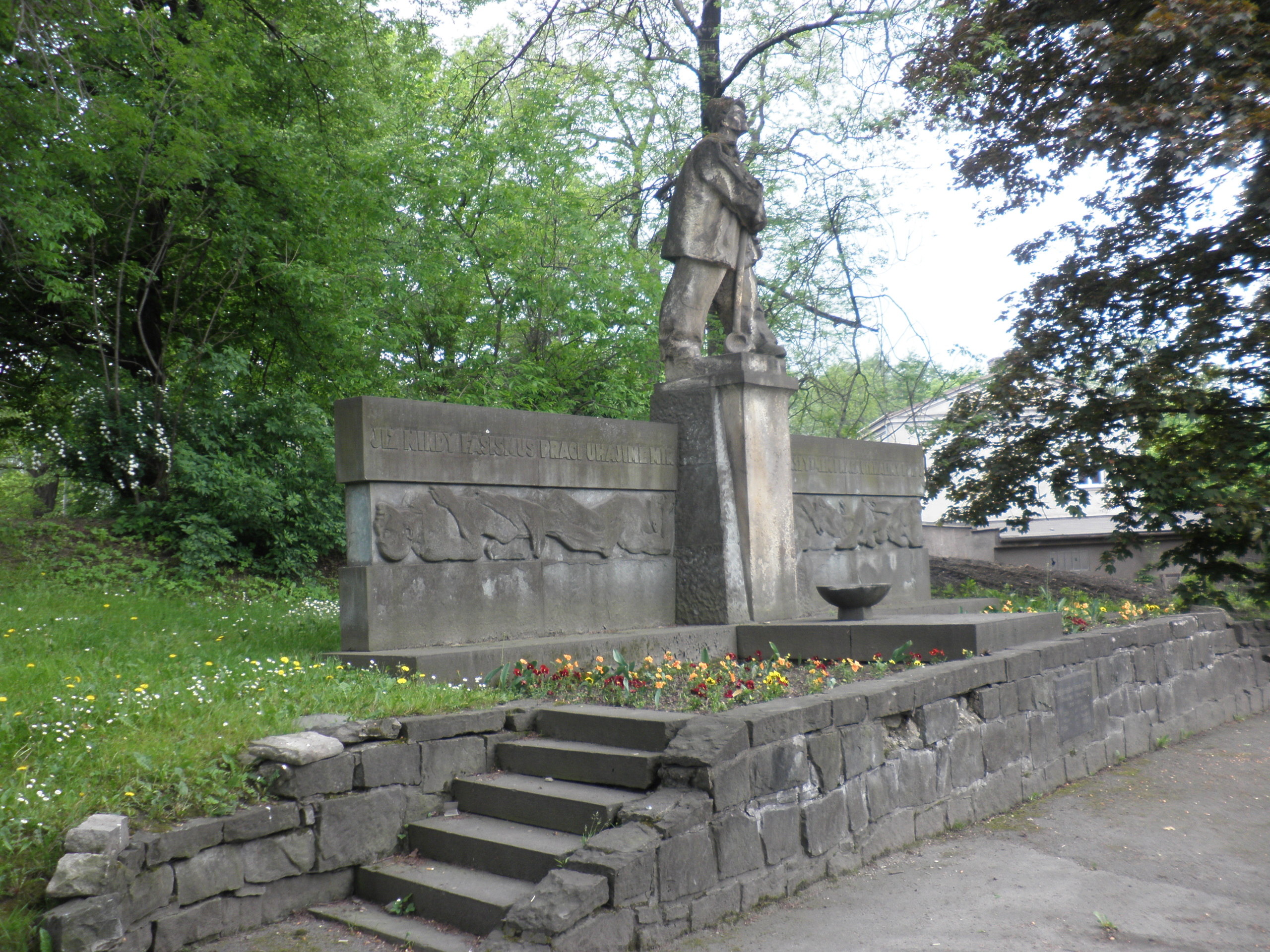
Пам'ятник жертвам Другої світової війни
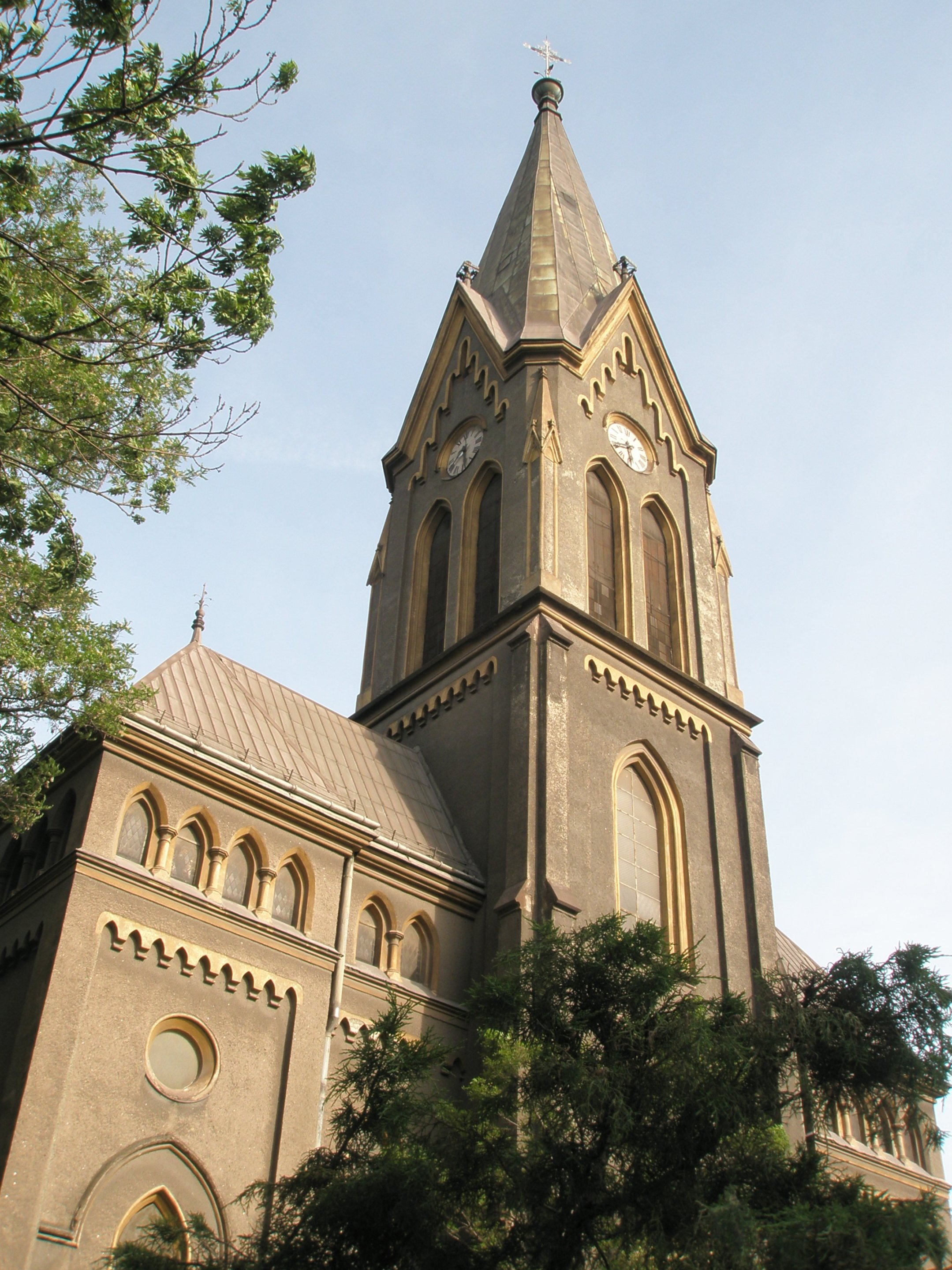
Євангельський костел в Тржинці
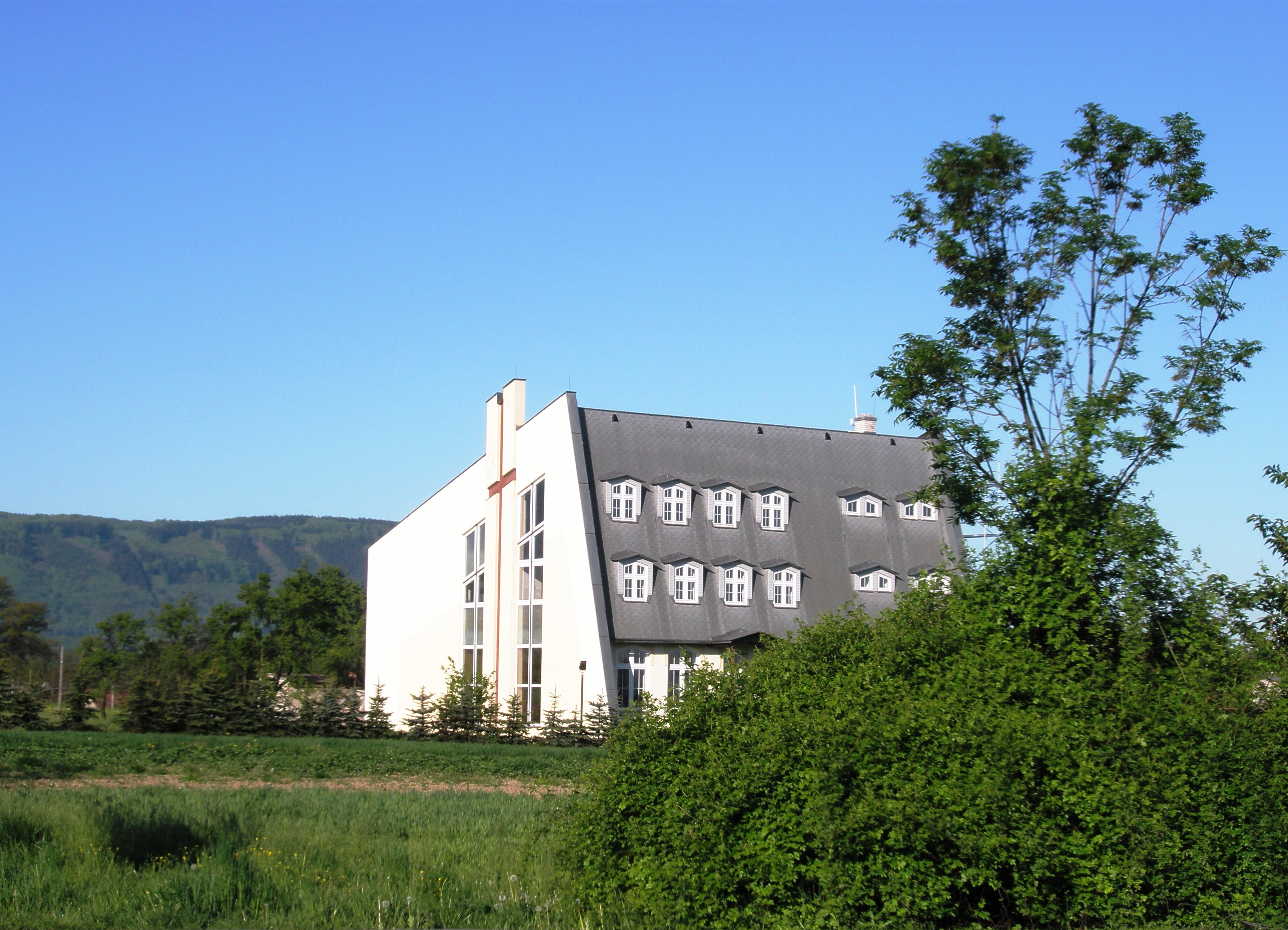
Євангельська молитовня в Неборах
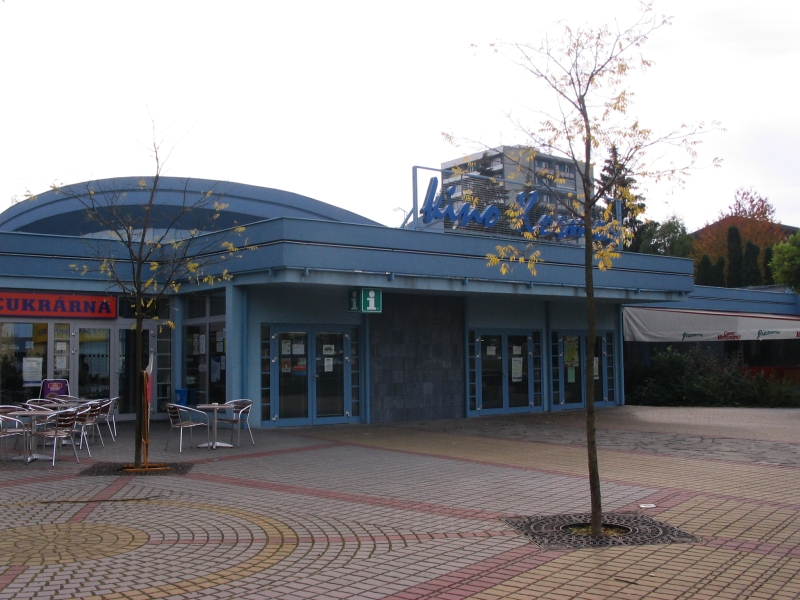
Кінотеатр Космос
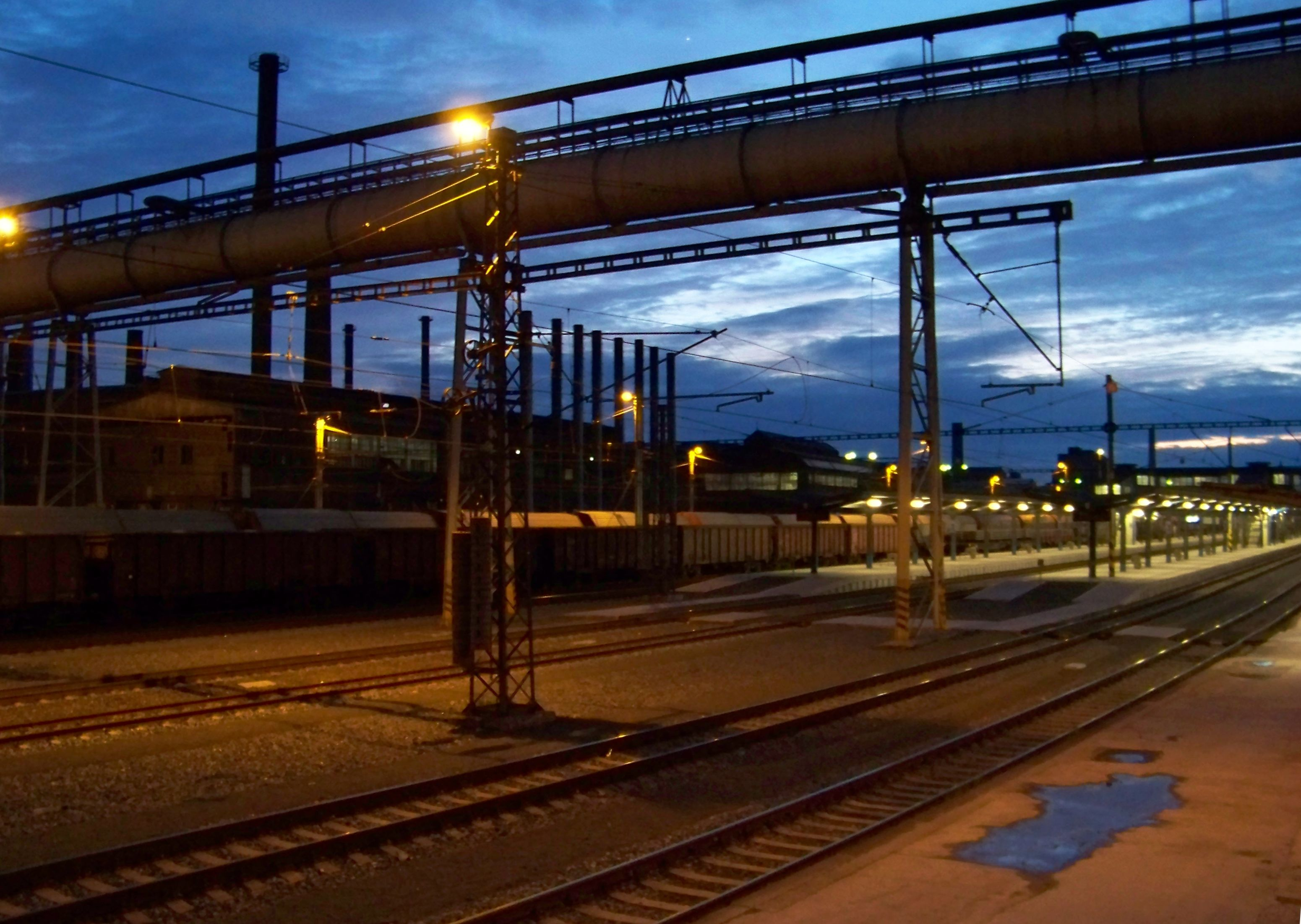
Залізнична станція